# Como viene la mano
¿Cómo viene la mano? (en España, Horacio y el bailón de Don Fulgencio) (en Italia, Qua la mano) es una comedia de 1980 dirigida por Pasquale Festa Campanile con Enrico Montesano y Adriano Celentano. La película está dividida en dos episodios: «Somos carne y uña», con Montesano, y «El sacerdote bailarín», con Celentano. Es la historia entre un sacerdote y una joven que no se quieren, pero en una competencia de baile ganarán árboles para enriquecer la plaza de su país.

## Sinopsis
Somos Carne y Uña
Orazio Imperiali, un chofer romano, reivindica una amistad de larga data con la Santa Sede, alegando que su madre lo dio a luz sólo después de que el papa Pío XII impuso su mano sobre el vientre de la madre, cortando así una seguidilla de abortos espontáneos. Orazio se las arregla para colarse tras las Paredes del Vaticano y, gracias a su espontánea romanidad y una anécdota sobre la difunta madre del Santo Padre, se hace amigo del Papa. De esta forma, finalmente podrá pagar sus deudas ganando las apuestas más ambiciosas con su amargado enemigo / amigo Cavalié, apareciendo por la ventana con el Papa.
El sacerdote bailarín
Don Fulgenzio es el párroco de un pequeño pueblo sin árboles, y tiene el pasatiempo del baile y las bromas. Durante años ha sido autor de numerosas bromas pesadas contra amigos de la infancia. El sacerdote, sin embargo, tiene una debilidad, no puede resistir la pasión por la música disco y todos los sábados por la noche va en una motocicleta a la discoteca Kiwi. Los amigos sospechan que tiene una relación clandestina, hasta el punto de decidir seguirlo. Al mismo tiempo, justo en la discoteca, el párroco se encuentra con la joven Rossana, que está encantada con él y con su respeto por las mujeres. Inicialmente ocultará su condición de sacerdote a la joven, pero será la televisión, gracias a una entrevista grabada, quien revelará esto. Después de la «tormenta» inicial, los dos se encontrarán compitiendo en parejas en una competencia de baile, cuyo ganador obtendrá 10 árboles por habitante.
- Datos: Q3926530